# Girolamo Amelonghi
Girolamo Amelonghi, conosciuto come Gobbo da Pisa (... – Firenze, XVI secolo), è stato un poeta italiano.

## Biografia
Visse verso la metà del XVI secolo: nel carnevale del 1546 era della schiera di poeti e artisti, che seguiva in Firenze il carro raffigurante il trionfo di tutto il mondo o il trionfo della Pazzia. Compose capitoli, madrigali e canti carnascialeschi, in cui descrive le scappate degli studenti pisani; ma il suo nome è legato all'originale poemetto eroicomico La Gigantea, pubblicato per la prima volta a Firenze nel 1566, che, cercando il comico nel mostruoso, narra in spigliato e lepido stile la guerra dei giganti contro gli dei, e con la Nanea e la Guerra dei mostri preannunzia il poema eroicomico del XVII secolo. Fu già questione se la Gigantea, anziché dell'Amelonghi, non fosse di Benedetto Arrighi.
Antonio Maria Biscioni, canonico bibliotecario della Laurenziana, nelle note poste alla vita e alle rime del Lasca, dà molte notizie dell'Amelonghi.